# 1813 na música

## Nascimentos
| Data           | Nome                   | Profissão            | Nacionalidade | Observações | Ref |
| -------------- | ---------------------- | -------------------- | ------------- | ----------- | --- |
| 22 de Maio     | Richard Wagner         | compositor           | Alemanha      | m. 1883     |     |
| 10 de Outubro  | Giuseppe Verdi         | compositor de óperas | Itália        | m. 1901     |     |
| 30 de Novembro | Charles-Valentin Alkan | compositor           | França        | m. 1888     |     |

## Mortes
| Data | Nome | Profissão | Nacionalidade | Observações | Ref |
| ---- | ---- | --------- | ------------- | ----------- | --- |